# Egide Fologne
Egide Fologne (1830-1919) fue un zoólogo, y entomólogo belga especializado en microlepidoptera.
Fue miembro de la Société entomolologique de Belgique.

## Obra
Lista parcial
- Fologne, E. 1860. Lépidoptères et chenilles observés en Belgique. Annales de la Société Entomologique Belge 4: 108-112.
- Fologne, E. 1863. Addenda au Catálogo des Lépidoptères de Belgique. Annales de la Société entomologique de Belgique 7:87–93.